# Juramaia sinensis
Juramaia sinensis ist eine ausgestorbene Art der Säugetiere. Es ist der einzige bekannte Vertreter der Gattung Juramaia und lebte vor rund 160 Millionen Jahren im frühen Oberjura von Zentralasien. Juramaia sinensis zeigt im Bau des Skeletts und der Zähne Gemeinsamkeiten mit modernen Plazentatieren, weshalb es als frühester Vertreter dieser Gruppe gilt. Die Struktur der Vorderläufe deutet darauf hin, dass das etwa spitzmausgroße Juramaia sinensis ein Baumbewohner war.
Das als Holotyp dienende Fossil von Juramaia sinensis stammt aus der Tiaojishan-Formation in der chinesischen Provinz Liaoning und wurde 2011 von Zhe-Xi Luo, Chong-Xi Yuan, Qing-Jin Meng und Qiang Ji erstbeschrieben.

## Merkmale
Juramaia sinensis besaß einen länglichen, spitzen Kopf mit einem schmalen Kiefer und war befellt. Der Schädel maß etwa 22 mm in der Länge und rund 10 mm in der Breite, der Kiefer maß rund 17 mm. Die Vorderfüße waren etwa 10 mm lang. Das Gewicht des Tieres betrug 13–15 g. Die Zahnformel ist I 5/4 – C 1/1 – P 5/5 – M 3/3. Diese Zahnformel ist mit der des kreidezeitlichen Eomaia scansoria – ebenfalls ein frühes Plazentatier – identisch. Die fünf Vormahlzähne und drei Mahlzähne sind darüber hinaus typisch für spätere kreidezeitliche Plazentatiere. Das Foramen mandibulae liegt nicht auf Höhe des ersten Molars wie bei den Beuteltieren, sondern wie bei den meisten Plazentatieren zwischen viertem und fünftem Prämolar. 
Unter den Zehenknochen der Vorderfüße sind die I. und die II. Phalanx relativ lang. Am dritten Zehenglied sind sie zusammen 1,21-mal so lang wie der entsprechende Mittelhandknochen, was einem Phalangenindex von 121 entspricht. Der proximale Phalangenindex, also das hundertfache Verhältnis von I. zu II. Phalanx, liegt bei 65; die mittleren Zehenknochen sind also ebenfalls relativ lang.

## Lebensweise
Aufgrund seiner Zahnstruktur ernährte sich Juramaia sinensis sehr wahrscheinlich von Insekten. Die langen Zehenknochen deuten darauf hin, dass Juramaia sinensis über die Fähigkeit verfügte, auf Bäume zu klettern. Fast alle rezenten Säugetiere und insbesondere Nagetiere mit ähnlichen Phalangenindizes sind Baumbewohner. Während die meisten bekannten Säugetiere des Juras Bodenbewohner waren, besetzte Juramaia sinensis damit offenbar eine neue ökologische Nische. 

## Taxonomie und Systematik
Die Erstbeschreibung der Art durch Zhe-Xi Luo, Chong-Xi Yuan, Qing-Jin Meng und Qiang Ji wurde im August 2011 in der Zeitschrift Nature veröffentlicht. Der Gattungsname Juramaia bedeutet „Juramutter“ (mit Bezug auf die Urahnenschaft der Art), das Epitheton sinensis „aus China“. Der Holotyp (BMNH PM1343) stammt aus der Fundstätte Daxigou der Tiaojishan-Formation in der chinesischen Provinz Liaoning. Er besteht aus einem teilweise erhaltenen Fossil, wobei Teile des Schädels und der Hinterleib fehlen, der Oberkörper und Zähne aber vollständig und Spuren des Fells teilweise erhalten sind.
Juramaia sinensis wird aufgrund der eindeutigen Zahnstruktur in die Höheren Säugetiere oder Plazentatiere (Eutheria) eingeordnet und stellt deren frühesten bekannten Vertreter dar. Das bis zur Beschreibung der Art früheste bekannte Plazentatier war das etwa 125 Millionen Jahre alte Eomaia scansoria aus der Unterkreide. Der älteste gefundene Angehörige der Beuteltiere (Metatheria), Sinodelphys szalayi, hat in etwa das gleiche Alter. Die Aufspaltung der Theria in Plazenta- und Beuteltiere muss aufgrund der Entdeckung von Juramaia sinensis 35 Millionen Jahre vorverlegt werden. Damit können Modelle zur DNA-Analyse beider Gruppen besser kalibriert werden. Zudem lässt sich aus der Existenz eines Plazentatiers bereits im Oberjura darauf schließen, dass im Mitteljura Beutel- und Säugetiere existiert haben müssen. Dass sowohl die frühesten Vertreter der Plazentatiere als auch der Beuteltiere über die Fähigkeit zum Klettern verfügten, weist auf eine Schlüsselrolle dieser Eigenschaft bei der Abspaltung der beiden Gruppen von den frühen Säugetieren hin.
Die Stellung von Juramaia sinensis innerhalb der Plazentatiere ist unklar. Zwar handelt es sich um einen basalen Vertreter, die Beziehung zu anderen basalen Plazentatieren ist aber unbekannt.
Die Verwandtschaftsverhältnisse von Juramaia sinensis nach Luo et al. 2011 sind im folgenden Kladogramm dargestellt:
|  | Sinodelphys szalayi      |
|  |                          |
|  | känozoische Beutelsäuger |
|  |                          |

|                                                 | Juramaia sinensis |
|                                                 | |
|                                                 | Montanalestes keeblerorum |
|                                                 | |
|                                                 | \| \| Murtoilestes abramovi \| \| \| \| \| \| Eomaia scansoria \| \| \| \| \| \| Prokennalestes trofimovi \| \| Vorlage:Klade/Wartung/3 \| \| |
|                                                 | |
|                                                 | känozoische Plazentatiere |
| Vorlage:Klade/Wartung/3 Vorlage:Klade/Wartung/4 | |
|                                                 | Murtoilestes abramovi |
|                                                 | |
|                                                 | Eomaia scansoria |
|                                                 | |
|                                                 | Prokennalestes trofimovi |
| Vorlage:Klade/Wartung/3                         | |

|                         | Murtoilestes abramovi    |
|                         |                          |
|                         | Eomaia scansoria         |
|                         |                          |
|                         | Prokennalestes trofimovi |
| Vorlage:Klade/Wartung/3 |                          |

|  | Sinodelphys szalayi      |
|  |                          |
|  | känozoische Beutelsäuger |
|  |                          |

|                                                 | Juramaia sinensis |
|                                                 | |
|                                                 | Montanalestes keeblerorum |
|                                                 | |
|                                                 | \| \| Murtoilestes abramovi \| \| \| \| \| \| Eomaia scansoria \| \| \| \| \| \| Prokennalestes trofimovi \| \| Vorlage:Klade/Wartung/3 \| \| |
|                                                 | |
|                                                 | känozoische Plazentatiere |
| Vorlage:Klade/Wartung/3 Vorlage:Klade/Wartung/4 | |
|                                                 | Murtoilestes abramovi |
|                                                 | |
|                                                 | Eomaia scansoria |
|                                                 | |
|                                                 | Prokennalestes trofimovi |
| Vorlage:Klade/Wartung/3                         | |

|                         | Murtoilestes abramovi    |
|                         |                          |
|                         | Eomaia scansoria         |
|                         |                          |
|                         | Prokennalestes trofimovi |
| Vorlage:Klade/Wartung/3 |                          |